# Lajtaicum flórajárás
A Lajtaicum a Nyugat-Dunántúlt felölelő Praenoricum flóravidék északi csücske, amelybe a Sopron környéki, sajátos növényzetű dombvidékeket vonjuk össze – maga a Soproni-hegység azonban nem ide tartozik, hanem a kelet-alpi flóravidék zittaui (rozáliai) flórajárásába.

## Tájegységei
- Balfi-dombság (Soproni dombvidék);
- Lajta-hegység.

## Földtani felépítése
Földtani felépítése meglehetősen összetett, a különböző korú és ennek megfelelően különböző mértékben átalakult üledékes kőzetek (gneisz, mészkő, homokkő, lösz) erős túlsúlyával. A kőzetek többsége meszes, ettől e flórajárás, különleges, összekötő szerepet tölt be a Keleti-Mészalpok és a Kis-Kárpátok között. 

## Éghajlata
Éghajlata viszonylag száraz, pannon jellegű; a dealpin hatás alig vehető észre.

## Növényzete
A harmadidőszaki meszes üledékekből álló dombokon – főleg azok déli lejtőin – pannon jellegű, melegkedvelő növények telepedtek meg. Jellegzetes mészkedvelő tölgyese az alpokalji molyhos tölgyes (Euphorbio-Quercetum pubescentis).

## Jellemző növénytársulások és fajok
A flórajárásban a mész- és szárazságkedvelő, pannon, pannon–pontusi és balkáni–szubmediterrán flóraelemek szerepe a meghatározó.

### Pusztafüves lejtők
- szíves levelű gubóvirág (Globularia cordifolia) – az Alpok mészkövön növő sziklai vegetációját idéző faj.

### Melegkedvelő tölgyesek
- Boldogasszony papucsa (Cypripedium calceolus),
- sziklai benge (Rhamnus saxatilis) – az Alpok mészkövön növő sziklai vegetációját idéző faj.

### Cseres-tölgyesek
- keskenylevelű tüdőfű (Pulmonaria angustifolia)

### Sztyepprétek (Medicagini–Festucetum rupicolae)
Két, hazánkban sehol másutt nem élő faj:
- sziklai benge (Rhamnus saxatilis)
- szívlevelű gubóvirág (Globularia cordifolia) – a Bécsi-dombon.

Kipusztult: barázdált csüdfű (Astragalus sulcatus)
Jellemző faj: ökörszem (Buphthalmum salicifolium)

### Síklápok
- lisztes kankalin (Primula farinosa) – nemrég kihalt!
- illatos hagyma (Allium suaveolens) – nemrég kihalt!